# Reinaldo Vicente Simão
Reinaldo Vicente Simão (São Paulo, 23 oktober 1968) is een voormalig Braziliaans voetballer.

## Carrière
Reinaldo Vicente Simão speelde tussen 1990 en 2004 voor Juventude, Internacional, Corinthians, Portuguesa, Bellmare Hiratsuka, São Caetano, Fenerbahçe, Ankaragücü en Goiás.